# 김정숙 (1957년)
김정숙(金貞淑, 1957년 2월 9일 ~ )은 대한민국의 제9대 경상남도 함안군의원이었다.

## 학력
- 칠원국민학교 졸업
- 마산여자중학교 졸업
- 성지여자고등학교 졸업
- 진주여자전문대학 공예과 졸업

## 경력
- 함안군 고주모 군부회장
- 함안군 농주모군회장
- 경상남도 여성리드 사무국장
- 주민자치위원회 위원
- 삼칠농협 주부대학 회장·총회장(15년)
- 함안군 여성단체협의회 회장
- 함안군 걷기연합회 부회장
- 칠원읍 청사건립위원회 부회장
- 삼칠고을(민족)줄다리기위원회 부위원장
- 칠원읍 체육회 부회장·함안군 문화원 이사
- 함안군 자원봉사대 회장
- 2022.07 ~ 2023.10 제9대 경상남도 함안군의회 의원
- 2022.07 ~ 2023.10 제9대 경상남도 함안군의회 전반기 부의장
- 2022.07 ~ 2023.10 제9대 경상남도 함안군의회 전반기 산업건설위원회 위원
- 2022.07 ~ 2023.10 제9대 경상남도 함안군의회 전반기 예산결산특별위원회 위원
- 2022.07 ~ 2023.10 제9대 경상남도 함안군의회 윤리특별위원회 위원
- 2023.06 ~ 2023.10 제9대 경상남도 함안군의회 공유재산관리계획심사특별위원회 위원

## 공직선거법 위반
- 2023년 10월 24일 '선거법 위반' 김정숙 함안군의회 부의장 당선무효 확정

## 역대 선거 결과
| 실시년도 | 선거      | 대수 | 직책   | 선거구                  | 정당     | 득표수  | 득표율          | 순위 | 당락 | 비고           |
| -------- | --------- | ---- | ------ | ----------------------- | -------- | ------- | --------------- | ---- | ---- | -------------- |
| 2022년   | 지방 선거 | 9대  | 군의원 | 경남 함안군 (다 선거구) | 국민의힘 | 1,987표 | \| \| 13.04% \| | 3위  |      | 초선, 민선 8기 |
|          | 13.04%    |      |        |                         |          |         |                 |      |      |                |